# Neodryinus typhlocybae
Neodryinus typhlocybae Ashmead è un imenottero driinide parassitoide di Metcalfa pruinosa. Analogamente al suo ospite è di origine americana ed è stato introdotto artificialmente in Italia grazie agli studi del Prof. Girolami Vincenzo, docente di entomologia presso l'Università degli studi di Padova.